# Roniéliton Pereira Santos
Roniéliton Pereira Santos (Aurora do Tocantins, 1977. április 28. –) brazil válogatott labdarúgó.
A brazil válogatott tagjaként részt vett az 1999-es konföderációs kupán.

## Statisztika
| Brazil válogatott | Brazil válogatott | Brazil válogatott |
| Időszak           | Mérk.             | gól               |
| ----------------- | ----------------- | ----------------- |
| 1999              | 5                 | 2                 |
| Összesen          | 5                 | 2                 |